# 格氏环肋螺
格氏环肋螺（学名：Plectotropis gerlachi），是柄眼目扁蜗牛科Plectotropis属的一种。主要分布于中国大陆，常栖息在阴暗潮湿、多腐殖质的环境。